# مرصد جولدستون
35°25′36″N 116°53′24″W / 35.426666666667°N 116.89°W

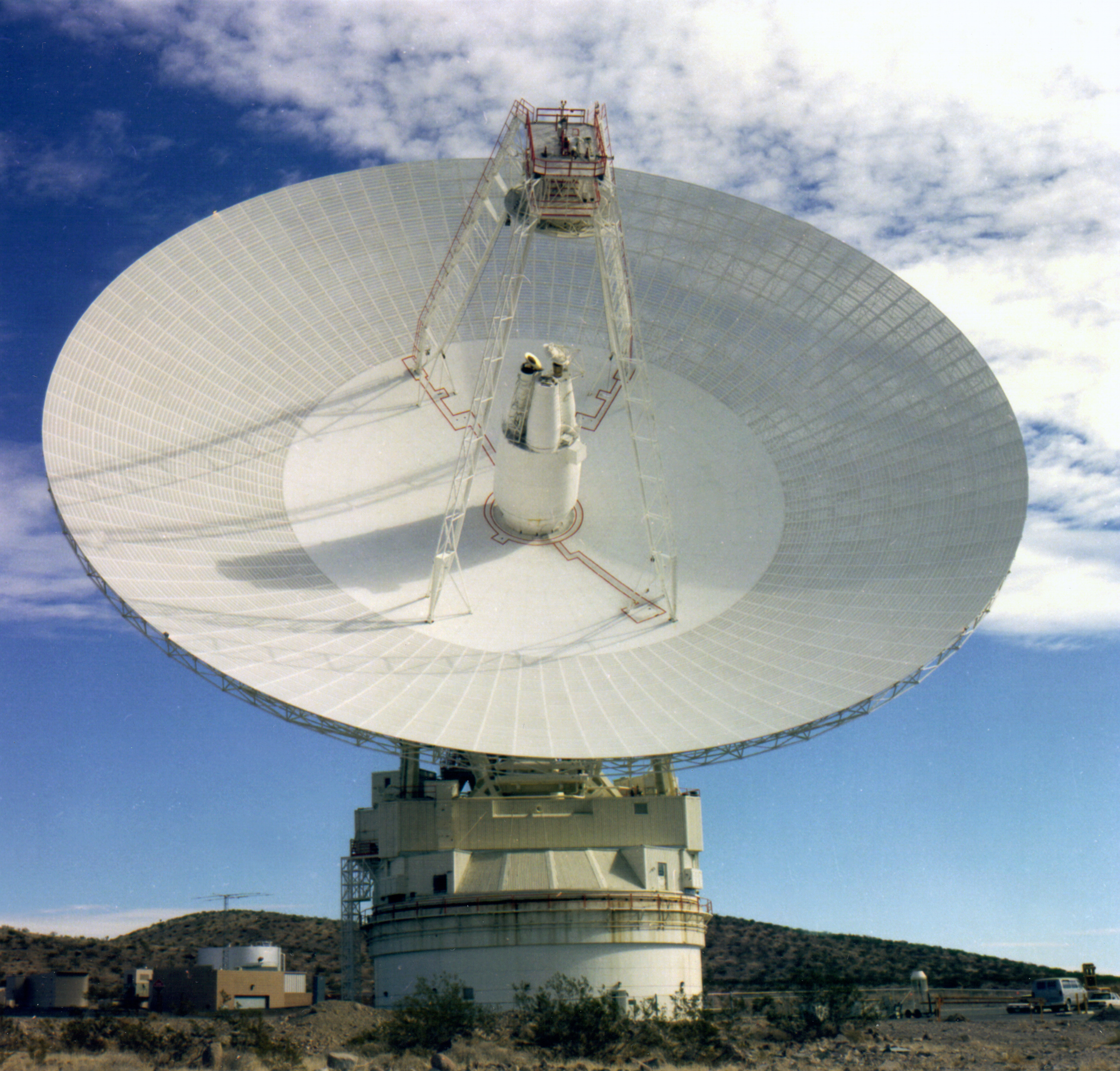
هوائي 70 متر في مجمع جولدستون ديب سبيس

مجمع غولدستون للاتصالات الفضائية العميقة (GDSCC)، المعروف أيضًا باسم''' مرصد جولدستون '''، هو مرصد بالرادار ذو هوائي في صحراء موهافي في جنوب كاليفورنيا، الولايات المتحدة، على بعد 60 كيلومترًا شمال بارستو.
يعد نظام الهوائي جزءًا من شبكة الفضاء العميقة (DSN)، وهي شبكة عالمية من الهوائيات الراديوية التي يديرها مختبر الدفع النفاث لوكالة ناسا للتواصل مع المسابير الفضائية والأقمار الصناعية وكذلك لأغراض البحث الفلكي الراديوي والراداري. يوجد بالإضافة مرفقان آخران هما مجمع مدريد للإتصالات الفضائية العميقة في إسبانيا ومجمع كانبيرا للاتصالات الفضائية في أستراليا؛ بذلك يمكن الاتصال بالمركبات الفضائية في أي وقت أثناء دورانها حول الأرض.

## تاريخه
تم إنشاء مرصد Goldstone Deep Space Communications في عام 1958 ويغطي 132 كيلومترًا مربعًا من منطقة فورت إيرفين العسكرية المحظورة. تم اختيار الموقع لأنه بعيد عن خطوط الكهرباء المزعجة وحركة المرور ومحطات الراديو والتلفزيون. يأتي اسم غولدستون من منجم ذهب مهجور كان موجودًا هناك. يحتوي المرصد على شبكة طرق خاصة به ومهبط للطائرات ومصدر طاقة خاص به مع مولدات ديزل وشبكة اتصالات ميكروويف لنقل البيانات بين الهوائيات ومركز التحكم. كما يوجد مركز للزوار ومرافق تدريب. ويمكن زيارة المرفق في الجولات المصحوبة بمرشدين.
تم تشغيل أكبر هوائي مكافئ Goldstone DSS 14 في عام 1966 وكان أول هوائي 64 مترًا لـ DSN. تم تكبير مرآتها المكافئة من 64 إلى 70 مترًا في أواخر الثمانينيات لضمان استقبال أفضل للبيانات من المركبة الفضائية فوييجر 2 أثناء مرورها عبر كوكب نبتون الخارجي. وفي أوائل التسعينيات تم استخدام مرصد جولدستون أيضًا لبرنامج بحث SETI. في نهاية عام 2010، بعد أعمال التحديث المكثفة، والتي تم خلالها رفع الهوائي الثقيل بوزن 3200 طن، استأنف النظام التشغيل المنتظم ثانيا. يحتوي DSS14 على أجهزة إرسال قوية جدًا ويمكن استخدامها لقياس مسافات الرادار وإنشاء صور الرادار للكويكبات.
تحتوي كل مجمعات (DSN) Deep Space Network الثلاثة على هوائيات بنفس الاتساع بقطر 70 مترًا وثلاثة هوائيات بقطر 34 مترًا على الأقل. عندما لا تكون هناك حاجة مؤقتًا للهوائيات للاتصالات مع المركبات الفضائية، فيمكن استخدامها في علم الفلك الراديوي. يمكن توصيل الهوائيات بالتوازي لتمكين معدلات بيانات أعلى أو جودة إشارة أفضل. يتوافق التوصيل الموازي لـ DSS 24 و 25 و 26 مع وظيفة الهوائي 70 مترًا. تمت تسمية الهوائيات على اسم المهمة الفضائية الأولى أو منطقة العمليات التي شاركوا فيها ويتم ترقيمها بالترتيب الذي تم تكليفهم به. كان بايونير (DSS 11) أول هوائي للمجمع وتم إيقاف تشغيله في عام 1981. في 3 مارس 1985 تلقت مرتبة «موقعا وطنيا تاريخيا» من قبل وزارة الداخلية وهو معروف باسم محطة بايونير للفضاء العميق.
- نطاقات الإرسال: S band (2.29–2.30 GHz) و X band (8.40–8.50 GHz) و Ka band (31.8–32.3 GHz).
- كما يمكن استقبال إشارات من مركبة فضائية (downlink signals) أو إرسال إشارة إلى مركبة فضائية uplink signals.

| هوائيات غير نشطة لمجمع Goldstone Deep Space Communications | هوائيات غير نشطة لمجمع Goldstone Deep Space Communications | هوائيات غير نشطة لمجمع Goldstone Deep Space Communications | هوائيات غير نشطة لمجمع Goldstone Deep Space Communications | هوائيات غير نشطة لمجمع Goldstone Deep Space Communications | هوائيات غير نشطة لمجمع Goldstone Deep Space Communications | هوائيات غير نشطة لمجمع Goldstone Deep Space Communications |
| الاسم                                                      | قطر الهوائي                                                | بدأ                                                        | توقف                                                       | إرسال                                                      | استقبال                                                    | وصف |
| ---------------------------------------------------------- | ---------------------------------------------------------- | ---------------------------------------------------------- | ---------------------------------------------------------- | ---------------------------------------------------------- | ---------------------------------------------------------- | --- |
| DSS 11 - "الرواد"                                          | 26 م                                                       | 1958                                                       | 1981                                                       |                                                            |                                                            | تذكار وطني |
| DSS 12 - "صدى"                                             | 26 م 34 م (26 م)                                           | 1960 1961                                                  | 1961 2012                                                  |                                                            |                                                            | تم نقل أول هوائي 26 م في عام 1961 وأصبح DSS 13 - "فينوس". جاء الهوائي الثاني 26 م في عام 1961، وامتد إلى 34 م في عام 1979. أعاد DSN تصميمه في عام 1996 لأغراض التدريب. تم إيقافه في عام 2012.                                                                  |
| DSS 13 - "فينوس"                                           | 26 م 34 م                                                  | 1962 1991                                                  | 1991 </br>                                                 |                                                            |                                                            | كان هوائي DSS-12 الأصلي أول هوائي اكتشف الزهرة باستخدام موجات الرادار. تم استبدال الهوائي 26 مترًا بهوائي 34 مترًا في عام 1991. هذا المرفق مخصص الآن للبحث والتطوير لأجهزة الإرسال القوية وأجهزة الاستقبال شديدة الحساسية.                                       |
| DSS 15 - "أورانوس"                                         | 34 م                                                       | 1984                                                       | 2018                                                       | S ، X                                                      | S ، X                                                      | هوائي HEF ، تم تعطيله في مايو 2018. |
| DSS 16 - "أبولو"                                           | 26 م                                                       | 1966                                                       | حوالي 2019                                                 |                                                            |                                                            | كان الهوائي في حالة "التعطل الممتد" لفترة طويلة، وتم تفكيكه في عام 2019 على أبعد تقدير. |
| DSS 27، 28 - "الجوزاء"                                     | 34 م                                                       | 1994                                                       | معاق                                                       |                                                            |                                                            | نظام مزدوج (الجوزاء = توأمان) من هوائيين بطول 34 مترًا، تم تصنيعهما في الأصل للاستخدام العسكري، وتم تسليمهما للاستخدام المدني في عام 1994. وفي الوقت نفسه، DSS 27 خارج الخدمة وتم تسليم DSS 28 إلى Goldstone Apple Valley Radio Telescope GAVRT لأغراض تدريبية. |

| هوائيات مجمع جولدستون للاتصالات الفضائية العميقة | هوائيات مجمع جولدستون للاتصالات الفضائية العميقة | هوائيات مجمع جولدستون للاتصالات الفضائية العميقة | هوائيات مجمع جولدستون للاتصالات الفضائية العميقة | هوائيات مجمع جولدستون للاتصالات الفضائية العميقة | هوائيات مجمع جولدستون للاتصالات الفضائية العميقة | هوائيات مجمع جولدستون للاتصالات الفضائية العميقة |
| الاسم                                            | قطر الهوائي                                      | شغال                                             | عاجز                                             | لأعلى                                            | ارسال                                            | استقبال |
| ------------------------------------------------ | ------------------------------------------------ | ------------------------------------------------ | ------------------------------------------------ | ------------------------------------------------ | ------------------------------------------------ | --- |
| DSS 14 - "المريخ"                                | 70 م (64 م)                                      | 1966                                             |                                                  | S ، X                                            | L ، S ، X ، كو                                   | امتد إلى 70 مترًا في عام 1988 لمساعدة فوييجر 2 في تمرير نبتون. تم تحديثه في عام 2010. 20 كيلوواط الارسال للنطاقين S و X. يتميز الهوائي أيضًا بجهاز إرسال رادار X-band بقدرة 400 كيلو وات (رادار نظام جولدستون الشمسي، GSSR) وجهاز استقبال Ku-band (22 جيجا هرتز) لعلم الفلك الراديوي. |
| DSS 23                                           | 34 م                                             | المخطط له في سبتمبر 2024                         |                                                  | X                                                | X ، كا                                           | جهاز إرسال 20 كيلو واط لـ X-Band. مخطط إرسال إضافي بقدرة 80 كيلو وات. سيتم بناء الهوائي في موقع هوائي "أبولو". تم وضع حجر الأساس في 11 نوفمبر. فبراير 2020. يجب أن يحتوي الهوائي أيضًا على مرآة ويعمل كمستقبل لاتصالات الليزر. يمكن أن تحقق تقنية الليزر معدلات بيانات أعلى بعشر مرات من معدلات موجات الراديو. نظرا للظروف المناخية في الصحراء، فمن المتوقع أن يبلغ 60 النبات يمكن أن تعمل٪ من الوقت كجهاز استقبال ليزر. سيتم اختبار الاتصال بالليزر لأول مرة كجزء من مهمة Psyche . |
| DSS 24، 25، 26 - "أبولو"                         | 34 م                                             | 1992-1996                                        |                                                  |                                                  |                                                  | مجموعة موجات الشعاع: ثلاثة هوائيات 34 م. يقوم نظام العاكسات بتوجيه الموجات إلى البنية التحتية، حيث يمكن استخدام أجهزة استقبال مختلفة وتبريدها وحمايتها من الطقس. |
| DSS 24                                           | 34 م                                             | 1992-1996                                        |                                                  | S ، X                                            | S ، X ، K.                                       | جهاز إرسال بقدرة 20 كيلو وات للنطاقين S و X |
| DSS 25                                           | 34 م                                             | 1992-1996                                        |                                                  | X ، كا                                           | X ، كا                                           | جهاز إرسال X-band 20 كيلو واط، جهاز إرسال 300 واط لـ Ka-band. تم التخطيط لتوسيع إضافي مع جهاز إرسال بقوة 800 واط لـ Ka-band لعام 2024. |
| DSS 26                                           | 34 م                                             | 1992-1996                                        |                                                  | S ، X                                            | S ، X ، كا، ك                                    | 20 كيلوواط ومنذ عام 2015 جهاز إرسال إضافي بقدرة 80 كيلو واط للنطاق X-Band. جهاز إرسال 250W S-Band للاستخدام الأرضي المنخفض فقط. |

## روابط خارجية
- مجمع جولدستون للاتصالات الفضائية العميقة، نظرة عامة
- بيل وود: مجمع جولدستون للاتصالات الفضائية العميقة
- NASA / JPL: المزيد من الصور من GDSCC نسخة محفوظة 16 يوليو 2012 على موقع واي باك مشين.